# Kim Sung-Jip
Kim Sung-Jip, född 13 januari 1919 i Seoul, död 20 februari 2016 i Seoul, var en sydkoreansk tyngdlyftare.
Han blev olympisk bronsmedaljör i 75-kilosklassen i tyngdlyftning vid sommarspelen 1948 i London.